# Eublemma keyserlingi
Eublemma keyserlingi är en fjärilsart som beskrevs av Theophil Bienert 1870. Eublemma keyserlingi ingår i släktet Eublemma och familjen nattflyn. Inga underarter finns listade i Catalogue of Life.